# Câmpineanca
Câmpineanca est une commune du județ de Vrancea en Roumanie.